# Радослав Ђокић
Радослав Ђокић (1934 – 2019) био је српски и југословенски универзитетски професор, истраживач у области културе и преводилац. 

## Биографија
Ђокић је био професор Теорије културе и Естетике на Факултету драмских уметности у Београду, преводилац, гостујући предавач.
Десет година је уређивао теоријски часопис Култура. Био је предавач савремене југословенске књижевности на Јагелоњском универзитету у Кракову, истраживач у Заводу за проучавање културног развитка, гостујући професор на Факултету драмских уметности на Цетињу и на Позоришној академији у Тузли. 
Од 1999. до 2000. године био је директор Института зa пoзoриштe, филм, рaдиo и тeлeвизију.
Написао је више од 200 чланака и студија.

## Дела

### Књиге
- Прожимања култура,
- Стваралаштво и револуција

- Култура у друштвеном животу,

- Видови културне комуникације,

- Пољска теорија културе,

- Знак и симбол,
- Друга страна медаље

- Историја естетике у 3 тома.

### Преводилаштво
С пољског језика је превео:
- Роман Ингарден „О сазнању књижевног уметничког дела” и „О књижевном делу”,
- Антоњина Клосковска „Масовна култура”,
- Зигмунд Бауман „Култура и друштво”,
- Роха Сулиме „Антропологија свакодневице”,
- Богдана Суходолског „Три педагогије”, Збигњева Гаврик-Чечота „Историја филмских теорија и др.[2]